# Itziar González i Virós
Itziar González i Virós   (Barcelona, 1967) és una arquitecta i activista política catalana, ex-regidora del districte de Ciutat Vella de Barcelona. És impulsora de Parlament Ciutadà, fundadora de l'Institut Cartogràfic de la Revolta i autora del llibre Revoltes. Va ser alertadora d'un dels casos més greus de corrupció de l'Ajuntament de Barcelona.

## Biografia
Filla de Josep Antoni González i Casanova (catedràtic de dret constitucional) i de Maria Rosa Virós i Galtier (primera catedràtica de ciència política d'Espanya i primera rectora d'Universitat de Catalunya), militants i ideòlegs del PSC, va néixer a Barcelona el desembre de l'any 1967. Fins als quatre anys va viure a Santiago de Compostel·la, ja que el seu pare va aconseguir la càtedra de dret constitucional a la Universitat d'aquesta ciutat. Itziar va fer la carrera d'arquitectura a l'Escola Tècnica Superior d'Arquitectura de Barcelona (ETSAB-UPC, 1995), i va fer el seu projecte final de carrera a Christiania, Copenhaguen. Un cop finalitzada la carrera, va fer el «jurament hipocràtic» pel qual no faria mai obra nova.
Posteriorment, va ser professora associada del Departament de Composició Arquitectònica de l'ETSAB-UPC fins a l'any 2005. Paral·lelament, l'any 2002 va intervenir com a tècnica independent en el procés veïnal de participació ciutadana i reforma de la plaça Lesseps de Barcelona, i el 2004 va treballar com a redactora del projecte d'intervenció integral del Barri de l'Erm de Manlleu.
El seu èxit en la mediació, participació i resolució de conflictes en l'espai públic, així com la vinculació històrica dels seus pares al PSC, van fer que el 2007 rebés una oferta per formar part de l'equip electoral de Jordi Hereu, que en aquell moment buscava la reelecció com a alcalde de Barcelona. Després que les eleccions donessin la victòria al PSC, va ser elegida regidora del districte de Ciutat Vella. Va destacar per la seva oposició a la construcció de l’hotel del Palau de la Música i la denúncia d'una trama de corrupció vinculada als pisos turístics del seu districte. Sense el suport de l'Ajuntament, i havent rebut amenaces de mort, la seva carrera com a representant política va truncar-se, veient-se obligada a denunciar-ho personalment als Jutjats i dimitir com a regidora. La sentència, que va trigar 13 anys a dictar-se, va condemnar 17 persones a penes de presó, inhabilitació i multes pels delictes de suborn, prevaricació urbanística, infidelitat en la custòdia de documents i falsedat documental.
González ha continuat la carrera professional com a urbanista i, a més a més, dirigeix l’Observatori Ciutadà contra la Corrupció.